# Figlio senza nome di Uryzmæg
Nella mitologia osseta, il Figlio senza nome di Uryzmæg è un personaggio mitico, figlio di Uryzmæg e Satana.

## L'incontro con Uryzmæg
Il Ciclo dei Narti narra che a seguito di una cattiva annata si era spento il valore dei giovani narti a causa della debolezza, tanto da far adirare Uryzmæg. La moglie Satana per calmare il marito e rinvigorire i suoi valorosi compaesani, disse ad Uryzmæg di invitare i narti a banchettare presso la loro dimora in cui il cibo non mancava, il banchetto durò una settimana ma ad un certo punto si spense il fuoco e Uryzmæg prese per la legnaia per prendere nuova legna e ravvivare le fiamme. Nel percorso fu rapito dall'aquila nera della montagna che lo depositò in uno scoglio in mezzo al mare sul cui fondo dietro a una porta dimoravano tre fanciulle e una vecchia, ovvero la casa dei Donbettyrtæ. Uryzmæg scivolò in fondo allo scoglio ed entrò nella casa dei Donbettyrtæ, poi raccontò la sua vicenda alla vecchia e venne ospitato per il pranzo, ma durante i preparativi sventuratamente un bambino che abitava presso i Donbettyrtæ cadde sulla spada dell'eroe e si uccise.
Uryzmæg molto turbato da questa tragedia decise di non restare e tornò sullo scoglio, di lì a poco l'aquila ritornò a prenderlo ed a riporlo nella legnaia. Uryzmæg recuperò la legna e tornò alla tavola imbandita, decise di narrare la sua vicenda appena successa, Satana udendola si strappò i capelli di dolore perché il bambino trafitto era suo figlio, nato mentre Uryzmæg era in missione e successivamente affidato ai Donbettyrtæ nei primi anni di vita. Uryzmæg cadde in un periodo di mestizia, ma parlando con gli altri Narti presto decise di non rattristarsi troppo della vicenda che si era dimostrata una tragica fatalità.

## Il ritorno dal Paese dei Morti
I Donbettyrtæ seppellirono il bambino che una volta giunto nel paese dei morti parlò con il suo re Barastyr lamentandosi del padre che lo aveva dimenticato e non gli aveva fatto nessuna offerta funebre dal momento della morte. A parziale discolpa di Uryzmæg va detto che nella tradizione osseta, risulta alquanto difficile rendere offerta a un morto privo di nome in quanto il nome è parte integrante e fondamentale del rito votivo. Barastyr promise di porre rimedio alla questione permettendo al ragazzo di tornare nel mondo dei vivi in sella al proprio cavallo castrato, e ferrato a rovescio per ingannare gli altri morti.
Il ragazzo giunse nel paese dei narti ed incontrò Satana a cui disse che attendeva Uryzmæg sulla collina per una spedizione guerresca. L'eroe decide di partire, nonostante Satana cercasse con artifici magici di allontanare il ragazzo dal suo sposo: tramite una offerta chiese che scendesse una tormenta di ghiaccio e neve, ma il ragazzo pareva essere protetto dall'aura del magico cavallo per una distanza di sette aree da trebbiare.

## La spedizione le paese di Terk-Turk
I due decisero di recarsi nel ricco paese di Terk-Turk, passarono il mare e giunti nel paese che cercavano scavarono due trincee e si predisposero alla battaglia per la conquista dei sarmenti dei Terk-Turk, la battaglia si svolse tra il cavallo di Barastyr, affidato al figlio di Uryzmæg, ed il puledro di ferro ovvero il difensore del paese dei Terk-Turk. Mentre il combattimento ancora infuriava giunse anche il lupo dalle fauci di ferro che venne abbattuto da una freccia del ragazzo senza nome, e successivamente l'avvoltoio dal becco di ferro che fece la medesima fine. Alla fine della razzia Uryzmæg tornò verso il villaggio mentre il figlio si recò dal popolo di Terk-Turk per segnalare la razzia come si er soliti fare, il popolo lo invitò a un banchetto ed egli si mostrò sprezzante mostrando il puledro in catene e la testa del lupo, poi se ne andò con il puledro di ferro come parte del bottino.
Giunto ai limiti del paese incontrò una anziana che piangeva sui tumuli dei suoi sei figli morti per difendere il paese, implorò il ragazzo di risparmiare il suo settimo figlio che era alla testa degli inseguitori dei due razziatori, e questi promise di non infierire sulla sua prole e così fece. Una volta fuori dal paese ed al sicuro dalla minaccia, il ragazzo si fece conoscere finalmente dal padre e gli consegnò un bue bianco chiedendo di fare l'offerta annuale anche a lui, sebbene non avesse un nome e lui non l'avvesse mai conosciuto come proprio figlio. All'atto di separarsi il ragazzo riprese la via del Regno dei Morti, mentre Uryzmæg giunto a casa raccontò la vicenda a Satana che corse appresso al figlio e prima che egli varcasse la porta del regno terreno ne intravide la veste e le fattezze, lanciandogli un anello che si infilò da solo al dito del ragazzo.